# Wladimir Iwanowitsch von Völkner

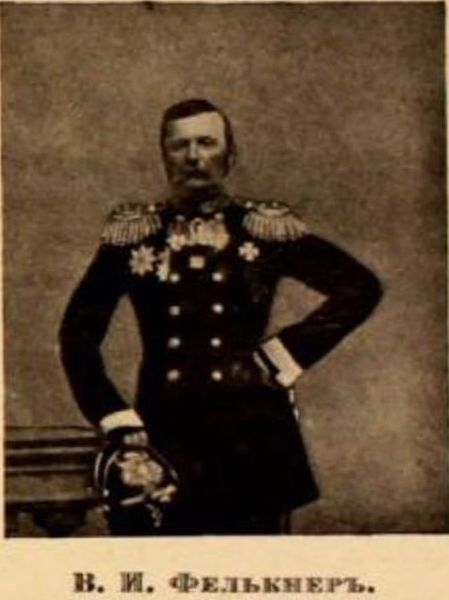
Wladimir Iwanowitsch von Völkner

Wladimir Iwanowitsch von Völkner, eigentlich Woldemar Gustav von Völkner, (russisch Владимир Иванович Фелькнер; * 20. Septemberjul. / 2. Oktober 1805greg. in Sankt Petersburg; † 25. Januarjul. / 6. Februar 1871greg. ebenda) war ein russischer Generalleutnant im Kaukasuskrieg und Schriftsteller. 

## Leben
Völkner entstammt dem deutsch-russischen Adelsgeschlecht Völkner und entschied sich früh für eine Laufbahn als Offizier. Er trat 1820 in die Sankt Petersburger Hauptartillerieschule (heute Michael-Artillerieakademie) ein und wurde am 22. Dezember 1823 zum Garde-Sappeur-Bataillon versetzt, in dem er aktiv am Russisch-Türkischen Krieg (1828–1829) und Polnisch-Russischen Krieg (1830–1831) teilnahm. Mittlerweile zum Oberst befördert, wurde er am 7. Juli 1840 zum Kommandeur des Kaukasischen Sappeurbataillons ernannt. 1842 folgte die Erneuerung zum Chef der Tiflis-Garnison. Am 6. Dezember 1846 wurde er zum Generalmajor befördert und 1849 dem Stab des Generalinspekteurs des Ingenieurkorps zugeteilt. Im Mai 1851 wurde Völkner zum Kommandeur der 2. Brigade der 3. Grenadierdivision ernannt und befehligte diese bis 1855, als er zum Stabschef des Grenadierkorps ernannt und am 26. August 1856 zum Generalleutnant befördert wurde. Am 8. September 1856 wurde er zum Kommandeur der 2. Grenadierdivision ernannt, welche er bis zu seinem Ruhestand 1863 führte.
Völkner betätigte sich auch auf kulturellem Gebiet. Am 6. und 7. September 1861 wurde Völkner vom preußischen König Wilhelm I. empfangen. Neben mehreren militärhistorischen Aufsätzen, die u. a. im Russki Westnik veröffentlicht wurden, schrieb er einen Artikel über die Dekabristen, der in der Russkaja Starina (1870, Band III) unter dem Titel 14. Dezember 1825 erschien. Nach Völkners Tod wurde in derselben Zeitschrift sein Artikel Beschreibung der Reise im Gefolge des Zarewitsch-Erben, des jetzigen souveränen Kaisers Alexander II. Nikolajewitsch, nach Stockholm veröffentlicht (1875, Band XII). Weitere von ihm zur Veröffentlichung vorbereitete Auszüge aus seinen Memoiren (Beschreibung des Revues von Kalisz und Reisenotizen während einer Reise von St. Petersburg nach Kalisz und von St. Petersburg auf dem Seeweg nach Preußen) blieben unveröffentlicht.

## Ehrungen
- Russischer Orden der Heiligen Anna IV. Klasse (1828)
- Orden des Heiligen Wladimir IV. Klasse (1828)
- Goldenes Schwert für Tapferkeit (1831)
- Russischer Orden des Heiligen Georg IV. Klasse (1837)